# Phanogomphus cavillaris
Phanogomphus cavillaris is een echte libel uit de familie van de rombouten (Gomphidae).
De wetenschappelijke naam van de soort werd in 1902 als Gomphus cavillaris gepubliceerd door James George Needham.

## Synoniemen
- Gomphus brimleyi Muttowski, 1911